# Chlorota simplex
Chlorota simplex är en skalbaggsart som beskrevs av Ohaus 1922. Chlorota simplex ingår i släktet Chlorota och familjen Rutelidae. Inga underarter finns listade i Catalogue of Life.